# Portugiesische Frauen-Handballnationalmannschaft
Die portugiesische Frauen-Handballnationalmannschaft vertritt Portugal bei internationalen Turnieren im Frauenhandball. Sie wird vom Federação de Andebol de Portugal unterhalten.

## Platzierungen bei Meisterschaften

### Weltmeisterschaften
keine Teilnahme 

### Europameisterschaften
- Europameisterschaft 2008 in Mazedonien: 16. Platz
- Europameisterschaft 2024: 22. Platz

- Patricia Lima, Joana Resende, Patrícia Rodrigues, Mariana Costa, Mariana Lopes, Isabel Góis, Maria Unjanque, Neide Duarte, Carolina Monteiro, Ana Carolina Silva, Constança Sequeira, Luciana Rebelo, Nádia Rodrigues, Bebiana Sabino, Beatriz Souza, Jessica Ferreira; Trainer: José António Silva

### Olympische Turniere
keine Teilnahme 

## Spielerinnen
Zum aktuellen Kader gehören die in der deutschen Bundesliga spielenden Isabel Góis und Mariana Lopes.

## Trainer
Im Mai 2021 trat José António Silva die Nachfolge von Ulisses Pereira an, der bis dahin sechs Jahre lang die Nationalmannschaft trainiert hatte.